# Pifilología
La pifilología se trata de la creación y uso de reglas mnemotécnicas para recordar la sucesión matemática de los dígitos decimales del número π. El término "pifilología" es un juego de palabras entre la palabra "Pi" y el campo lingüístico de la filología.
Existen muchas maneras de memorizar los dígitos de π, incluyendo el uso de piemas, o sea, poemas que representan el número π mediante la sustitución del número de letras (o en algunos casos, cada letra por sí misma) de cada palabra por su posición en el abecedario. Uno de los ejemplos más impactante del uso de piemas se trata del poema Cadaeic Cadenza, con el cual se pueden memorizar 3835 dígitos de π. Sin embargo, estas técnicas suelen ser ineficientes para largas memorizaciones de π.
Otros métodos incluyen recordar patrones en los números (por ejemplo, el año 1971 aparece en los primeros 50 dígitos de π).
Uno de los mayores pifilólogos de la historia es Akira Haraguchi, memorizando 100 000 dígitos recitados durante 16 horas y media en el ayuntamiento de Kisarazu, Japón el 3 de octubre de 2006.